# Campionati del mondo di ciclismo su strada 1929

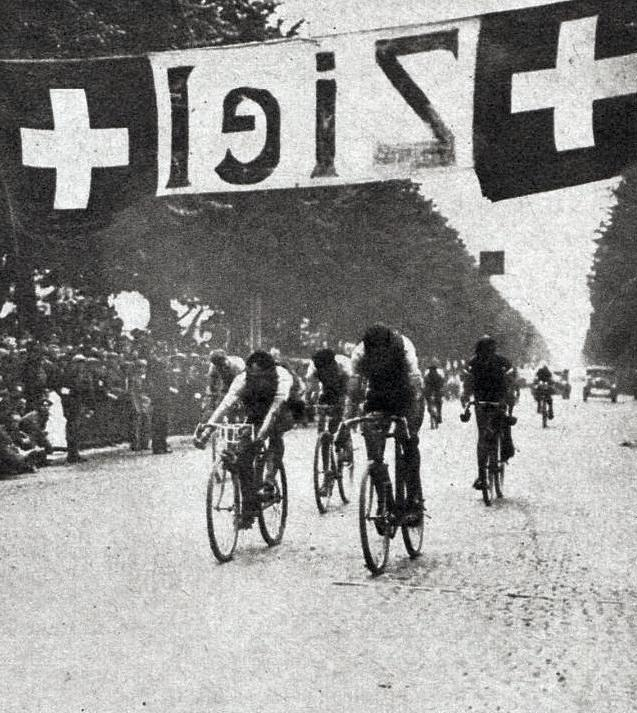
Pierino Bertolazzi (centro) al traguardo.

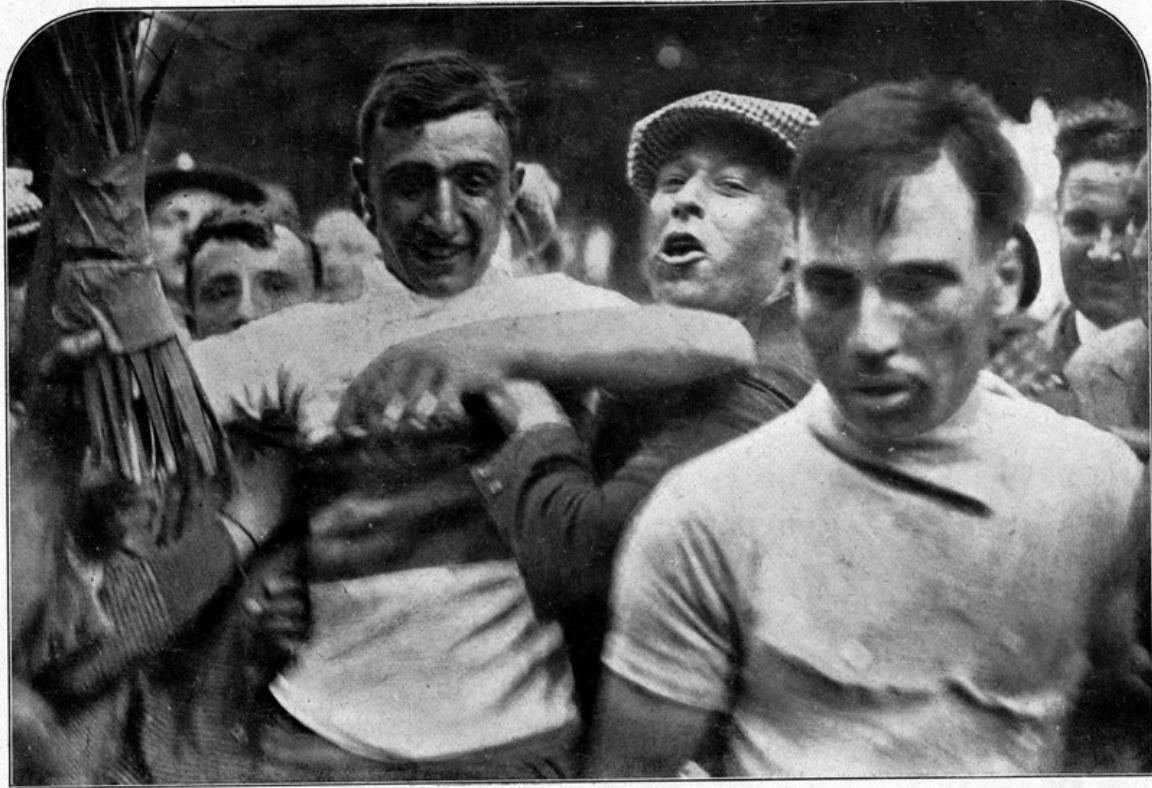
Pierino Bertolazzi indossa la maglia di campione del mondo dopo aver trionfato. Vicino a lui Gestri.

I Campionati del mondo di ciclismo su strada 1929 si disputarono a Zurigo in Svizzera il 17 agosto 1929. Furono assegnati due titoli:
- Prova in linea maschile Professionisti, gara di 200,000 km
- Prova in linea maschile Dilettanti, gara di 200,000 km

## Storia
A Zurigo, a differenza della disastrosa edizione precedente, la selezione italiana formata da Alfredo Binda, capitano, e Domenico Piemontesi e Leonida Frascarelli come gregari, fece la corsa fermando i primi tentativi di fuga e imponendo un ritmo tale da ridurre il numero dei battistrada a sei: gli stessi Binda e Frascarelli, il belga Georges Ronsse iridato nel 1928, l'austriaco Max Bulla, il francese Marcel Bidot e il lussemburghese Nicolas Frantz. L'attacco di Bidot e Frantz costrinse i due italiani a ricucire il distacco, mentre Ronsse e Bulla rimasero a ruota degli azzurri sfruttandone il lavoro. Raggiunti i fuggitivi, Bidot si staccò e sul traguardo si presentarono in cinque, con Ronsse che beffò i compagni di fuga in volata e bissò il successo di Budapest; secondo fu Frantz, terzo Binda. Dei ventuno partiti, in sedici arrivarono al traguardo.
Nella gara dilettanti, corsa subito dopo quella dei professionisti, si ebbe ancora una doppietta per la selezione italiana, con Pierino Bertolazzi medaglia d'oro e Remo Bertoni argento; terzo il francese René Brossy. Conclusero la prova 23 dei 29 ciclisti al via.

## Medagliere
| Pos.   | Nazione     | Oro | Argento | Bronzo | Totale |
| ------ | ----------- | --- | ------- | ------ | ------ |
| 1      | Italia      | 1   | 1       | 1      | 3      |
| 2      | Belgio      | 1   | 0       | 0      | 1      |
| 3      | Lussemburgo | 0   | 1       | 0      | 1      |
| 4      | Francia     | 0   | 0       | 1      | 1      |
| Totale | Totale      | 2   | 2       | 2      | 6      |

## Sommario degli eventi
| Eventi                 | Oro                       | Tempo                      | Argento                    | Tempo | Bronzo               | Tempo |
| Uomini Professionisti  |                           |                            |                            |       |                      |       |
| Gara in linea dettagli | Georges Ronsse Belgio     | 6h48'05" Media 29,405 km/h | Nicolas Frantz Lussemburgo | s.t.  | Alfredo Binda Italia | s.t.  |
| Uomini Dilettanti      |                           |                            |                            |       |                      |       |
| Gara in linea dettagli | Pierino Bertolazzi Italia | 7h20'36" Media 27,235 km/h | Remo Bertoni Italia        | s.t.  | René Brossy Francia  | s.t.  |